# K5 League 2019
Die Saison 2019 der K5 League war die erste Saison der höchsten Amateurliga im südkoreanischen Fußball gewesen.
Die Spielzeit 2019 wurde mit 11 Staffeln zu je 6 Mannschaften ausgetragen. Die Gwangju/Jeollanam-do-Staffel wurde als einzige Staffel mit 7 Mannschaften ausgetragen. Die besten Mannschaften aller Staffeln spielten im Königspokal die Ligameisterschaft aus. Aufgrund der Ligenreform der K3 League wurde kein Aufsteiger ausgespielt. 

## K5 League-Staffeln
- K5 League Gyeonggi-do 2019 mit 6 Mannschaften aus dem Gyeonggi-do-Fußballverband (GYFV)
- K5 League Chungcheongbuk-do 2019 mit 6 Mannschaften aus dem Chungcheongbuk-do-Fußballverband (CBFV)
- K5 League Gwangju/Jeollanam-do 2019 mit 7 Mannschaften aus dem Gwangju-Fußballverband (GWFV) und dem Jeollanam-do-Fußballverband (JNFV)
- K5 League Gangwon-do 2019 mit 6 Mannschaften aus dem Gangwon-do-Fußballverband (GAFV)
- K5 League Gyeongsangbuk-do 2019 mit 6 Mannschaften aus dem Gyeongsangbuk-do-Fußballverband (GBFV)
- K5 League Jeollabuk-do 2019 mit 6 Mannschaften aus dem Jeollabuk-do-Fußballverband (JBFV)
- K5 League Daejeon/Sejong/Chungcheongnam-do 2019 mit 6 Mannschaften aus dem Daejeon-Fußballverband (DFV), dem Sejong-Fußballverband (SJFV) und dem Chungcheongnam-do-Fußballverband (CNFV)
- K5 League Busan/Gyeongsangnam-do 2019 mit 6 Mannschaften aus dem Busan-Fußballverband (BFV) und dem Gyeongsangnam-do-Fußballverband (GNFV)
- K5 League Seoul 2019 mit 6 Mannschaften aus dem Seoul-Fußballverband (SFV)
- K5 League Ulsan 2019 mit 6 Mannschaften aus dem Ulsan-Fußballverband (UFV)
- K5 League Incheon 2019 mit 6 Mannschaften aus dem Incheon-Fußballverband (IFV)

## Königspokal
Am Königspokal 2019 (auch K5 League Meisterschaft genannt) nahmen die Meister aller Staffeln teil. SMC Engineering gewann die diesjährige K5 League-Meisterschaft. Das Turnier begann mit der Gruppenphase am 16. November und endete mit den Finalspiel am 23. November 2019. Das Turnier wurde in Daejeon ausgetragen. 

### Modus
Zuerst spielen alle 11 Mannschaften in der Gruppenphase. Bis auf die Gruppe B sind die anderen Gruppen drei Mannschaften groß. Die Gruppe B beinhaltet nur zwei Mannschaften. Die Sieger der jeweiligen Gruppen qualifizieren sich für die K.O.-Phase und treten im Halbfinale gegeneinander an und spielen die Finaleinzugsmannschaften aus. Der Gewinner des Finalspieles ist K5 League 2019-Meister. Das Halbfinale findet im Daejeon-Hanbat-Sports-Komplex- und das Finale im Daejeon-World-Cup-Stadion statt. Die Gruppenphase wurde am 30. Oktober 2019 ausgelost. SMC Engineering gewann den Königspokal.

### Qualifizierte Mannschaften
Folgende Mannschaften qualifizierten sich sportlich für die Aufstiegsspiele:
| Staffel                    | Meister                     | Staffel                          | Meister                    | Staffel                    | Meister                    |
| K5 League Königspokal 2019 | K5 League Königspokal 2019  | K5 League Königspokal 2019       | K5 League Königspokal 2019 | K5 League Königspokal 2019 | K5 League Königspokal 2019 |
| -------------------------- | --------------------------- | -------------------------------- | -------------------------- | -------------------------- | -------------------------- |
| Gyeonggi-do                | Yangju Deokgye FV           | Gyeongsangbuk-do                 | Andong Garam FC            | Seoul                      | Byeoksan Players FC        |
| Chungcheongbuk-do          | Cheongju SMC Engineering FC | Jeollabuk-do                     | Jeonju Parangsae           | Ulsan                      | Dong Ulsan FC              |
| Gwangju/Jeollanam-do       | Gwangju Hyochang FC         | Daejeon/Sejong/Chungcheongnam-do | Daejeon Daedeok Winnerstar | Incheon                    | Incheon Songwol FC         |
| Gangwon-do                 | Wonju Haneul FC             | Busan/Gyeongsangnam-do           | Gimhae Jaemiks FC          | -                          | -                          |

### Gruppenphase

#### Gruppe A
| Pl. | Verein           | Sp. | S | U | N | Tore    | Diff. | Punkte |
| --- | ---------------- | --- | - | - | - | ------- | ----- | ------ |
| 1.  | Dong Ulsan FC    | 2   | 1 | 1 | 0 | 001:000 | +1    | 04     |
| 2.  | Wonju Haneul FC  | 2   | 1 | 0 | 1 | 002:100 | +1    | 03     |
| 3.  | Jeonju Parangsae | 2   | 0 | 1 | 1 | 000:200 | −2    | 01     |

| 16. November 2019, 10:00 Uhr |     |                  |
| Wonju Haneul FC              | 2:0 | Jeonju Parangsae |
| 16. November 2019, 13:00 Uhr |     |                  |
| Jeonju Parangsae             | 0:0 | Dong Ulsan FC    |
| 16. November 2019, 15:30 Uhr |     |                  |
| Dong Ulsan FC                | 1:0 | Wonju Haneul FC  |

#### Gruppe B
| Pl. | Verein              | Sp. | S | U | N | Tore    | Diff. | Punkte |
| --- | ------------------- | --- | - | - | - | ------- | ----- | ------ |
| 1.  | Gimhae Jaemiks FC   | 1   | 1 | 0 | 0 | 002:100 | +1    | 03     |
| 2.  | Byeoksan Players FC | 1   | 0 | 0 | 1 | 001:200 | −1    | 0      |

| 16. November 2019, 11:30 Uhr |     |                     |
| Gimhae Jaemiks FC            | 2:1 | Byeoksan Players FC |

#### Gruppe C
| Pl. | Verein                      | Sp. | S | U | N | Tore    | Diff. | Punkte |
| --- | --------------------------- | --- | - | - | - | ------- | ----- | ------ |
| 1.  | Cheongju SMC Engineering FC | 2   | 1 | 1 | 0 | 005:100 | +4    | 04     |
| 2.  | Gwangju Hyochang FC         | 2   | 1 | 1 | 0 | 004:300 | +1    | 04     |
| 3.  | Yangju Deokgye FV           | 2   | 0 | 0 | 2 | 002:700 | −5    | 0      |

| 16. November 2019, 10:00 Uhr |     |                     |
| Gwangju Hyochang FC          | 3:2 | Yangju Deokgye FV   |
| 16. November 2019, 12:30 Uhr |     |                     |
| Yangju Deokgye FV            | 0:4 | SMC Engineering     |
| 16. November 2019, 15:00 Uhr |     |                     |
| SMC Engineering              | 1:1 | Gwangju Hyochang FC |

#### Gruppe D
| Pl. | Verein                     | Sp. | S | U | N | Tore    | Diff. | Punkte |
| --- | -------------------------- | --- | - | - | - | ------- | ----- | ------ |
| 1.  | Daejeon Daedeok Winnerstar | 2   | 1 | 1 | 0 | 003:100 | +2    | 04     |
| 2.  | Andong Garam FC            | 2   | 1 | 0 | 1 | 001:200 | −1    | 03     |
| 3.  | Incheon Songwol FC         | 2   | 0 | 1 | 1 | 001:200 | −1    | 01     |

| 16. November 2019, 10:00 Uhr |     |                            |
| Daejeon Daedeok Winnerstar   | 1:1 | Incheon Songwol FC         |
| 16. November 2019, 12:30 Uhr |     |                            |
| Incheon Songwol FC           | 0:1 | Andong Garam FC            |
| 16. November 2019, 15:00 Uhr |     |                            |
| Andong Garam FC              | 0:2 | Daejeon Daedeok Winnerstar |

### K.O.-Runde

#### Halbfinale
Im Halbfinale spielten die Gruppengewinner um den Einzug ins Finale. Das Halbfinale fand am 17. November 2019 im Daejeon-Hanbat-Sports-Komplex statt.
|                             | Ergebnis |                            |
| --------------------------- | -------- | -------------------------- |
| Dong Ulsan FC               | 0:3      | Gimhae Jaemiks FC          |
| Cheongju SMC Engineering FC | 3:1      | Daejeon Daedeok Winnerstar |

#### Finale
Im Finale spielten die Halbfinal-Sieger. Das Finale wurde am 23. November 2019 im Daejeon-World-Cup-Stadion ausgetragen. 
|                   | Ergebnis |                             |
| ----------------- | -------- | --------------------------- |
| Gimhae Jaemiks FC | 1:2      | Cheongju SMC Engineering FC |